# Paul Durin
Pour les articles homonymes, voir Durin (homonymie).
Paul Joseph Durin est un gymnaste artistique français né le 3 janvier 1890 à Maubeuge et mort le 24 mai 1953 dans la même ville.

## Biographie
Paul Durin fait partie de l'équipe de France participant au concours général par équipes des Jeux olympiques d'été de 1908 à Londres, qui se classe cinquième. Il remporte ensuite la médaille de bronze au concours général par équipes aux Jeux olympiques d'été de 1920 à Anvers.
En dehors de la gymnastique, le Maubeugeois est employé puis chef de service commercial.